# Charles de La Valette

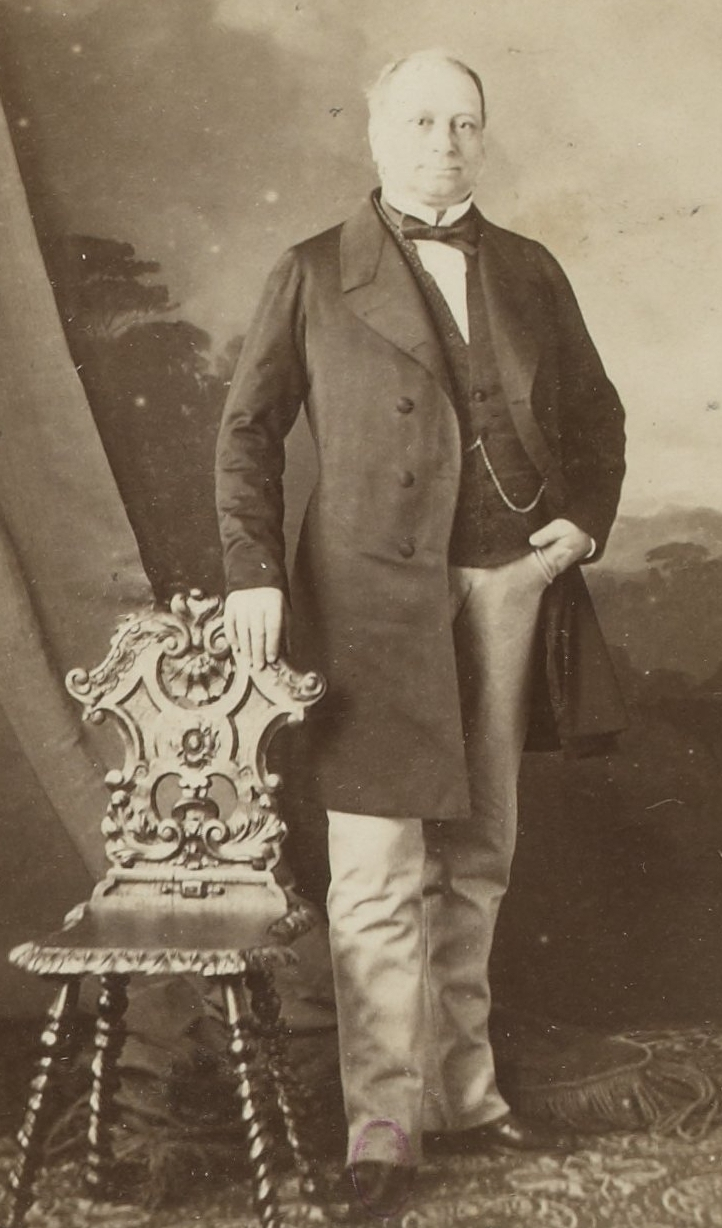
Charles de La Valette

Charles Jean Marin Félix, Marquis de La Valette (* 25. November 1806 in Senlis; † 2 Mai 1881 in Paris) war ein französischer Diplomat und Politiker. Von März 1865 bis November 1867 amtierte er als Innenminister sowie im September 1866 (interimistisch) und von Dezember 1868 bis Juli 1869 als Außenminister.

## Leben
Charles Jean Marin Félix, Marquis de La Valette, Sohn von Jean Louis Achille de La Valette und Marie-Éléonore Tarteron de Montiers, betrat während der Julimonarchie des Königs  Louis-Philippe die diplomatische Laufbahn. Er war von 1837 bis 1841 französischer Gesandtschaftssekretär in Stockholm, besorgte 1840 eine Mission in London und wurde am 25. Juli 1843 erster Gesandtschaftssekretär und Generalkonsul in Alexandria. 1845 heimgekehrt, erhielt er im November dieses Jahres eine wichtige Mission an Ibrahim Pascha. Das Arrondissement Bergerac sandte ihn am 1. August 1846 in die Deputiertenkammer, wo er mit der konservativen Mehrheit wählte. Ebenfalls 1846 wurde er bevollmächtigter Minister in Kassel. Nach der Februarrevolution 1848 zog er sich vorübergehend ins Privatleben zurück.
Als französischer Staatspräsident sandte  Louis Napoléon Bonaparte (der spätere Kaiser Napoleon III.) den ihm ergebenen La Valette 1849 als außerordentlichen Gesandten nach Konstantinopel. 1852 wurde La Valette in den Rang eines Botschafters bei der Hohen Pforte erhoben. Bei Anlass der Frage bezüglich der heiligen Stätten persönlich berührt, erbat er seine Abberufung und wurde im Februar 1853 durch Edmond de Lacour ersetzt. La Valette aber trat am 23. Juni 1853 in den Senat des Kaiserreichs ein.
Am 21. Mai 1860 wurde La Valette als Botschafter wieder in Konstantinopel akkreditiert und erfüllte diese Funktion unter schwierigen Umständen. Wegen des von Drusen an Christen begangenen Massakers im Libanon beschwerte er sich im Namen der französischen Regierung im Juli 1860 heftig bei der osmanischen Regierung. Vor dieser hatte er auch die Besetzung Syriens durch französische Truppen zu rechtfertigen (August 1860 bis Juni 1861). Sodann wurde er am 28. August 1861 als Nachfolger von Antoine Alfred Agénor de Gramont zum Botschafter beim Papst ernannt. Bereits am 18. Oktober 1862 gab er diesen Posten wieder auf, nachdem sein Freund Édouard Thouvenel als Außenminister zurückgetreten war.
An Stelle von Paul Boudet wurde La Valette am 28. März 1865 Innenminister im Kabinett von Eugène Rouher. Er ging hart gegen die Presse vor, unterdrückte 1866 den Courrier du dimanche wegen eines Briefs von Lucien-Anatole Prévost-Paradol, der sich gegen das Kaiserreich richtete, und hob eine Anzahl Munizipalräte auf. In Roubaix kam es im März 1867 während seiner Verwaltung wegen eines Gesetzes über die Koalitionen zu Arbeiterunruhen, die er unnachsichtig ahnden ließ.
Als Édouard Drouyn de Lhuys am 1. September 1866 das Auswärtige Ministerium verlor, leitete La Valette es interimistisch neben seinem eigenen, bis der Marquis de Moustier Anfang Oktober 1866 aus Konstantinopel eintraf. Während dieser Vertretung erließ er am 14. September 1866 ein Rundschreiben über die neue Lage in Deutschland nach dem entscheidenden Sieg Preußens über Österreich in der Schlacht bei Königgrätz (3. Juli 1866). Diese Depesche, im Wesentlichen das Werk von Napoleon III. und Rouher, sollte die Niederlage der Politik des Kaisers in der deutschen Frage verschleiern. Von Preußen empfing La Valette den Schwarzen Adlerorden. Die französischen Zeitungen waren seines Lobes voll, als er am 13. November 1867 sein Portefeuille des Inneren niederlegte; seine weise Mäßigung wurde hervorgehoben.
Seit dem 15. April 1852 Großoffizier, war La Valette am 10. Juli 1861 zum Großkreuz der Ehrenlegion und am 15. August 1866 zum Officier  de l’instruction publique ernannt worden.
An Stelle Moustiers wurde er am 17. Dezember 1868 zum Außenminister bestellt. Er trat eifrig für eine friedfertige Politik ein. In diesem Sinn erklärte er im Gesetzgebenden Körper am 10. April 1869, die Beziehungen der Regierung zu Italien seien befriedigend, der Moment sei aber noch nicht gekommen, sich hinsichtlich Roms an den Septembervertrag von 1864 zu halten und den Kirchenstaat zu räumen. In der Frage wegen der belgischen Eisenbahnen, die ein Kriegsfall hätte werden können, beobachtete der Minister dieselbe friedfertige Haltung und unterzeichnete am 27. April 1869 mit Walthère Frère-Orban, dem belgischen Ministerpräsidenten, das Protokoll der Verhandlungen, die am 10. Juli in der Unterzeichnung einer neuen Tarifkonvention endigten.
Infolge der kaiserlichen Botschaft vom 12. Juli 1869, die einen Politikwechsel ankündigte, nahm La Valette mit allen Ministerkollegen seinen Abschied, und La Tour d’Auvergne-Lauraguais wurde sein Nachfolger. Ihn aber sandte Napoleon III. als Botschafter nach London, wo er am 19. August sein Kreditiv überreichte. Er suchte das Londoner Kabinett für das Interesse Frankreichs zu gewinnen, als der Krieg mit Deutschland drohte, erreichte aber nichts. Als Émile Ollivier sein Kabinett bildete, trat La Valette am 3. Januar 1870 ab. Nach langen, schweren Leiden starb er am 2. Mai 1881 im Alter von 74 Jahren in Paris.